# Temporada 2020 de la NFL
La temporada 2020 de la NFL fue la 101.ª edición de la NFL, el principal campeonato de fútbol americano de Estados Unidos.

## Calendario
La temporada regular 2020 de la NFL se disputó a lo largo de 17 semanas con un total de 256 partidos, comenzando el jueves 10 de septiembre de 2020. Cada equipo disputará 16 partidos y una fecha libre, enfrentándose dos veces a sus tres rivales de división, una vez a cuatro equipos de otra división intraconferencia, una vez a cuatro equipos de otra división interconferencia, y a otros dos equipos de su conferencia que obtuvieron el mismo puesto en su división en la temporada anterior.
En esta temporada, los partidos interdivisionales se programaron de la siguiente manera:
| Intraconferencia                                                                                              | Interconferencia                                                                                              |
| --- | --- |
| - AFC Este contra AFC Oeste - AFC Norte contra AFC Sur - NFC Este contra NFC Oeste - NFC Norte contra NFC Sur | - AFC Este contra NFC Oeste - AFC Norte contra NFC Este - AFC Sur contra NFC Norte - AFC Oeste contra NFC Sur |

Debido a la pandemia por coronavirus (COVID-19) a nivel mundial, la NFL decidió realizar toda la temporada en Estados Unidos como medida de prevención, cancelando los partidos internacionales que se iban a disputar en el Estadio de Wembley y el Tottenham Hotspur Stadium de Londres y en el estadio Azteca de México. Se retomarán estos juegos internacionales en 2021.
Además, un cambio que se realizó en la postemporada es que ahora clasifican siete equipos por conferencia. El primer lugar general de cada conferencia descansa y se agrega un juego a la semana de comodines (wild card), es decir, serían tres juegos en cada conferencia y seis en total; cuando antes eran dos por conferencia y cuatro en total.

## Temporada regular

### Semanas
- Los horarios corresponden al huso horario de UTC−05:00, R, hora del este de los Estados Unidos.

| Semana 1         | Semana 1 | Semana 1             | Semana 1  | Semana 1                 | Semana 1                   |
| Fecha            | Hora     | Visitante            | Resultado | Local                    | Estadio                    |
| ---------------- | -------- | -------------------- | --------- | ------------------------ | -------------------------- |
| 10 de septiembre | 20:20    | Houston Texans       | 20 - 34   | Kansas City Chiefs       | Arrowhead Stadium          |
| 13 de septiembre | 13:00    | Seattle Seahawks     | 38 - 25   | Atlanta Falcons          | Mercedes-Benz Stadium      |
| 13 de septiembre | 13:00    | Cleveland Browns     | 6 - 38    | Baltimore Ravens         | M&T Bank Stadium           |
| 13 de septiembre | 13:00    | New York Jets        | 17 - 27   | Buffalo Bills            | Bills Stadium              |
| 13 de septiembre | 13:00    | Las Vegas Raiders    | 34 - 30   | Carolina Panthers        | Bank of America Stadium    |
| 13 de septiembre | 13:00    | Chicago Bears        | 27 - 23   | Detroit Lions            | Ford Field                 |
| 13 de septiembre | 13:00    | Indianapolis Colts   | 20 - 27   | Jacksonville Jaguars     | TIAA Bank Field            |
| 13 de septiembre | 13:00    | Green Bay Packers    | 43 - 34   | Minnesota Vikings        | U.S. Bank Stadium          |
| 13 de septiembre | 13:00    | Miami Dolphins       | 11 - 21   | New England Patriots     | Gillette Stadium           |
| 13 de septiembre | 13:00    | Philadelphia Eagles  | 17 - 27   | Washington Football Team | FedExField                 |
| 13 de septiembre | 16:05    | Los Angeles Chargers | 16 - 13   | Cincinnati Bengals       | Paul Brown Stadium         |
| 13 de septiembre | 16:25    | Tampa Bay Buccaneers | 23 - 34   | New Orleans Saints       | Mercedes-Benz Superdome    |
| 13 de septiembre | 16:25    | Arizona Cardinals    | 24 - 20   | San Francisco 49ers      | Levi's Stadium             |
| 13 de septiembre | 20:20    | Dallas Cowboys       | 17 - 20   | Los Angeles Rams         | SoFi Stadium               |
| 14 de septiembre | 19:15    | Pittsburgh Steelers  | 26 - 16   | New York Giants          | MetLife Stadium            |
| 14 de septiembre | 22:10    | Tennessee Titans     | 16 - 14   | Denver Broncos           | Empower Field at Mile High |

| Semana 2         | Semana 2 | Semana 2                 | Semana 2  | Semana 2             | Semana 2                |
| Fecha            | Hora     | Visitante                | Resultado | Local                | Estadio                 |
| ---------------- | -------- | ------------------------ | --------- | -------------------- | ----------------------- |
| 17 de septiembre | 20:20    | Cincinnati Bengals       | 30 - 35   | Cleveland Browns     | FirstEnergy Stadium     |
| 20 de septiembre | 13:00    | New York Giants          | 13 - 17   | Chicago Bears        | Soldier Field           |
| 20 de septiembre | 13:00    | Atlanta Falcons          | 39 - 40   | Dallas Cowboys       | AT&T Stadium            |
| 20 de septiembre | 13:00    | Detroit Lions            | 21 - 42   | Green Bay Packers    | Lambeau Field           |
| 20 de septiembre | 13:00    | Minnesota Vikings        | 11 - 28   | Indianapolis Colts   | Lucas Oil Stadium       |
| 20 de septiembre | 13:00    | Buffalo Bills            | 31 - 28   | Miami Dolphins       | Hard Rock Stadium       |
| 20 de septiembre | 13:00    | San Francisco 49ers      | 31 - 13   | New York Jets        | MetLife Stadium         |
| 20 de septiembre | 13:00    | Los Angeles Rams         | 37 - 19   | Philadelphia Eagles  | Lincoln Financial Field |
| 20 de septiembre | 13:00    | Denver Broncos           | 21 - 26   | Pittsburgh Steelers  | Heinz Field             |
| 20 de septiembre | 13:00    | Carolina Panthers        | 17 - 31   | Tampa Bay Buccaneers | Raymond James Stadium   |
| 20 de septiembre | 13:00    | Jacksonville Jaguars     | 30 - 33   | Tennessee Titans     | Nissan Stadium          |
| 20 de septiembre | 16:05    | Washington Football Team | 15 - 30   | Arizona Cardinals    | State Farm Stadium      |
| 20 de septiembre | 16:25    | Baltimore Ravens         | 33 - 16   | Houston Texans       | NRG Stadium             |
| 20 de septiembre | 16:25    | Kansas City Chiefs       | 23 - 20   | Los Angeles Chargers | SoFi Stadium            |
| 20 de septiembre | 20:20    | New England Patriots     | 30 - 35   | Seattle Seahawks     | Lumen Field             |
| 21 de septiembre | 20:15    | New Orleans Saints       | 24 - 34   | Las Vegas Raiders    | Allegiant Stadium       |

| Semana 3         | Semana 3 | Semana 3                 | Semana 3  | Semana 3             | Semana 3                   |
| Fecha            | Hora     | Visitante                | Resultado | Local                | Estadio                    |
| ---------------- | -------- | ------------------------ | --------- | -------------------- | -------------------------- |
| 24 de septiembre | 20:20    | Miami Dolphins           | 31 - 13   | Jacksonville Jaguars | TIAA Bank Field            |
| 27 de septiembre | 13:00    | Chicago Bears            | 30 - 26   | Atlanta Falcons      | Mercedes-Benz Stadium      |
| 27 de septiembre | 13:00    | Los Angeles Rams         | 32 - 35   | Buffalo Bills        | Bills Stadium              |
| 27 de septiembre | 13:00    | Washington Football Team | 20 - 34   | Cleveland Browns     | FirstEnergy Stadium        |
| 27 de septiembre | 13:00    | Tennessee Titans         | 31 - 30   | Minnesota Vikings    | U.S. Bank Stadium          |
| 27 de septiembre | 13:00    | Las Vegas Raiders        | 20 - 36   | New England Patriots | Gillette Stadium           |
| 27 de septiembre | 13:00    | San Francisco 49ers      | 36 - 9    | New York Giants      | MetLife Stadium            |
| 27 de septiembre | 13:00    | Cincinnati Bengals       | 23 - 23   | Philadelphia Eagles  | Lincoln Financial Field    |
| 27 de septiembre | 13:00    | Houston Texans           | 21 - 28   | Pittsburgh Steelers  | Heinz Field                |
| 27 de septiembre | 16:05    | New York Jets            | 7 - 36    | Indianapolis Colts   | Lucas Oil Stadium          |
| 27 de septiembre | 16:05    | Carolina Panthers        | 21 - 16   | Los Angeles Chargers | SoFi Stadium               |
| 27 de septiembre | 16:25    | Detroit Lions            | 26 - 23   | Arizona Cardinals    | State Farm Stadium         |
| 27 de septiembre | 16:25    | Tampa Bay Buccaneers     | 28 - 10   | Denver Broncos       | Empower Field at Mile High |
| 27 de septiembre | 16:25    | Dallas Cowboys           | 31 - 38   | Seattle Seahawks     | Lumen Field                |
| 27 de septiembre | 20:20    | Green Bay Packers        | 37 - 30   | New Orleans Saints   | Mercedes-Benz Superdome    |
| 28 de septiembre | 20:15    | Kansas City Chiefs       | 34 - 20   | Baltimore Ravens     | M&T Bank Stadium           |

| Semana 4                                                   | Semana 4 | Semana 4             | Semana 4  | Semana 4                 | Semana 4                |
| Fecha                                                      | Hora     | Visitante            | Resultado | Local                    | Estadio                 |
| ---------------------------------------------------------- | -------- | -------------------- | --------- | ------------------------ | ----------------------- |
| 1 de octubre                                               | 20:20    | Denver Broncos       | 37 - 28   | New York Jets            | MetLife Stadium         |
| 4 de octubre                                               | 13:00    | Arizona Cardinals    | 21 - 31   | Carolina Panthers        | Bank of America Stadium |
| 4 de octubre                                               | 13:00    | Jacksonville Jaguars | 25 - 33   | Cincinnati Bengals       | Paul Brown Stadium      |
| 4 de octubre                                               | 13:00    | Cleveland Browns     | 49 - 38   | Dallas Cowboys           | AT&T Stadium            |
| 4 de octubre                                               | 13:00    | New Orleans Saints   | 35 - 29   | Detroit Lions            | Ford Field              |
| 4 de octubre                                               | 13:00    | Minnesota Vikings    | 31 - 23   | Houston Texans           | NRG Stadium             |
| 4 de octubre                                               | 13:00    | Seattle Seahawks     | 31 - 23   | Miami Dolphins           | Hard Rock Stadium       |
| 4 de octubre                                               | 13:00    | Los Angeles Chargers | 31 - 38   | Tampa Bay Buccaneers     | Raymond James Stadium   |
| 4 de octubre                                               | 13:00    | Baltimore Ravens     | 31 - 17   | Washington Football Team | FedExField              |
| 4 de octubre                                               | 16:05    | New York Giants      | 9 - 17    | Los Angeles Rams         | SoFi Stadium            |
| 4 de octubre                                               | 16:25    | Indianapolis Colts   | 19 - 11   | Chicago Bears            | Soldier Field           |
| 4 de octubre                                               | 16:25    | Buffalo Bills        | 30 - 23   | Las Vegas Raiders        | Allegiant Stadium       |
| 4 de octubre                                               | 20:20    | Philadelphia Eagles  | 25 - 20   | San Francisco 49ers      | Levi's Stadium          |
| 5 de octubre                                               | 19:05    | New England Patriots | 10 - 26   | Kansas City Chiefs       | Arrowhead Stadium       |
| 5 de octubre                                               | 20:50    | Atlanta Falcons      | 16 - 30   | Green Bay Packers        | Lambeau Field           |
| Semana de descanso: Pittsburgh Steelers y Tennessee Titans |          |                      |           |                          |                         |

| Semana 5                                                                                    | Semana 5 | Semana 5             | Semana 5  | Semana 5                 | Semana 5                |
| Fecha                                                                                       | Hora     | Visitante            | Resultado | Local                    | Estadio                 |
| ------------------------------------------------------------------------------------------- | -------- | -------------------- | --------- | ------------------------ | ----------------------- |
| 8 de octubre                                                                                | 20:20    | Tampa Bay Buccaneers | 19 - 20   | Chicago Bears            | Soldier Field           |
| 11 de octubre                                                                               | 13:00    | Carolina Panthers    | 23 - 16   | Atlanta Falcons          | Mercedes-Benz Stadium   |
| 11 de octubre                                                                               | 13:00    | Cincinnati Bengals   | 3 - 27    | Baltimore Ravens         | M&T Bank Stadium        |
| 11 de octubre                                                                               | 13:00    | Jacksonville Jaguars | 14 - 30   | Houston Texans           | NRG Stadium             |
| 11 de octubre                                                                               | 13:00    | Las Vegas Raiders    | 40 - 32   | Kansas City Chiefs       | Arrowhead Stadium       |
| 11 de octubre                                                                               | 13:00    | Arizona Cardinals    | 30 - 10   | New York Jets            | MetLife Stadium         |
| 11 de octubre                                                                               | 13:00    | Philadelphia Eagles  | 29 - 38   | Pittsburgh Steelers      | Heinz Field             |
| 11 de octubre                                                                               | 13:00    | Los Angeles Rams     | 30 - 10   | Washington Football Team | FedExField              |
| 11 de octubre                                                                               | 16:05    | Miami Dolphins       | 43 - 17   | San Francisco 49ers      | Levi's Stadium          |
| 11 de octubre                                                                               | 16:25    | Indianapolis Colts   | 23 - 32   | Cleveland Browns         | FirstEnergy Stadium     |
| 11 de octubre                                                                               | 16:25    | New York Giants      | 34 - 37   | Dallas Cowboys           | AT&T Stadium            |
| 11 de octubre                                                                               | 20:20    | Minnesota Vikings    | 26 - 27   | Seattle Seahawks         | Lumen Field             |
| 12 de octubre                                                                               | 20:15    | Los Angeles Chargers | 27 - 30   | New Orleans Saints       | Mercedes-Benz Superdome |
| 13 de octubre                                                                               | 19:00    | Buffalo Bills        | 16 - 42   | Tennessee Titans         | Nissan Stadium          |
| Semana de descanso: Denver Broncos, Detroit Lions, Green Bay Packers y New England Patriots |          |                      |           |                          |                         |

| Semana 6                                                                                           | Semana 6 | Semana 6                 | Semana 6  | Semana 6             | Semana 6                |
| Fecha                                                                                              | Hora     | Visitante                | Resultado | Local                | Estadio                 |
| -------------------------------------------------------------------------------------------------- | -------- | ------------------------ | --------- | -------------------- | ----------------------- |
| 18 de octubre                                                                                      | 13:00    | Chicago Bears            | 23 - 16   | Carolina Panthers    | Bank of America Stadium |
| 18 de octubre                                                                                      | 13:00    | Cincinnati Bengals       | 27 - 31   | Indianapolis Colts   | Lucas Oil Stadium       |
| 18 de octubre                                                                                      | 13:00    | Detroit Lions            | 34 - 16   | Jacksonville Jaguars | TIAA Bank Field         |
| 18 de octubre                                                                                      | 13:00    | Atlanta Falcons          | 40 - 23   | Minnesota Vikings    | U.S. Bank Stadium       |
| 18 de octubre                                                                                      | 13:00    | Denver Broncos           | 18 - 12   | New England Patriots | Gillette Stadium        |
| 18 de octubre                                                                                      | 13:00    | Washington Football Team | 19 - 20   | New York Giants      | MetLife Stadium         |
| 18 de octubre                                                                                      | 13:00    | Baltimore Ravens         | 30 - 28   | Philadelphia Eagles  | Lincoln Financial Field |
| 18 de octubre                                                                                      | 13:00    | Cleveland Browns         | 7 - 38    | Pittsburgh Steelers  | Heinz Field             |
| 18 de octubre                                                                                      | 13:00    | Houston Texans           | 36 - 42   | Tennessee Titans     | Nissan Stadium          |
| 18 de octubre                                                                                      | 16:05    | New York Jets            | 0 - 24    | Miami Dolphins       | Hard Rock Stadium       |
| 18 de octubre                                                                                      | 16:25    | Green Bay Packers        | 10 - 38   | Tampa Bay Buccaneers | Raymond James Stadium   |
| 18 de octubre                                                                                      | 20:20    | Los Angeles Rams         | 16 - 24   | San Francisco 49ers  | Levi's Stadium          |
| 19 de octubre                                                                                      | 17:00    | Kansas City Chiefs       | 26 - 17   | Buffalo Bills        | Bills Stadium           |
| 19 de octubre                                                                                      | 20:15    | Arizona Cardinals        | 38 - 10   | Dallas Cowboys       | AT&T Stadium            |
| Semana de descanso: Las Vegas Raiders, Los Angeles Chargers, New Orleans Saints y Seattle Seahawks |          |                          |           |                      |                         |

| Semana 7                                                                                     | Semana 7 | Semana 7             | Semana 7  | Semana 7                 | Semana 7                   |
| Fecha                                                                                        | Hora     | Visitante            | Resultado | Local                    | Estadio                    |
| -------------------------------------------------------------------------------------------- | -------- | -------------------- | --------- | ------------------------ | -------------------------- |
| 22 de octubre                                                                                | 20:20    | New York Giants      | 21 - 22   | Philadelphia Eagles      | Lincoln Financial Field    |
| 25 de octubre                                                                                | 13:00    | Detroit Lions        | 23 - 22   | Atlanta Falcons          | Mercedes-Benz Stadium      |
| 25 de octubre                                                                                | 13:00    | Cleveland Browns     | 37 - 34   | Cincinnati Bengals       | Paul Brown Stadium         |
| 25 de octubre                                                                                | 13:00    | Green Bay Packers    | 35 - 20   | Houston Texans           | NRG Stadium                |
| 25 de octubre                                                                                | 13:00    | Buffalo Bills        | 18 - 10   | New York Jets            | MetLife Stadium            |
| 25 de octubre                                                                                | 13:00    | Carolina Panthers    | 24 - 27   | New Orleans Saints       | Mercedes-Benz Superdome    |
| 25 de octubre                                                                                | 13:00    | Pittsburgh Steelers  | 27 - 24   | Tennessee Titans         | Nissan Stadium             |
| 25 de octubre                                                                                | 13:00    | Dallas Cowboys       | 3 - 25    | Washington Football Team | FedExField                 |
| 25 de octubre                                                                                | 16:05    | Tampa Bay Buccaneers | 45 - 20   | Las Vegas Raiders        | Allegiant Stadium          |
| 25 de octubre                                                                                | 16:25    | Kansas City Chiefs   | 43 - 16   | Denver Broncos           | Empower Field at Mile High |
| 25 de octubre                                                                                | 16:25    | Jacksonville Jaguars | 29 - 39   | Los Angeles Chargers     | SoFi Stadium               |
| 25 de octubre                                                                                | 16:25    | San Francisco 49ers  | 33 - 6    | New England Patriots     | Gillette Stadium           |
| 25 de octubre                                                                                | 20:20    | Seattle Seahawks     | 34 - 37   | Arizona Cardinals        | State Farm Stadium         |
| 26 de octubre                                                                                | 20:15    | Chicago Bears        | 10 - 24   | Los Angeles Rams         | SoFi Stadium               |
| Semana de descanso: Baltimore Ravens, Indianapolis Colts, Miami Dolphins y Minnesota Vikings |          |                      |           |                          |                            |

| Semana 8                                                                                               | Semana 8 | Semana 8             | Semana 8  | Semana 8            | Semana 8                   |
| Fecha                                                                                                  | Hora     | Visitante            | Resultado | Local               | Estadio                    |
| --- | -------- | -------------------- | --------- | ------------------- | -------------------------- |
| 29 de octubre                                                                                          | 20:20    | Atlanta Falcons      | 25 - 17   | Carolina Panthers   | Bank of America Stadium    |
| 1 de noviembre                                                                                         | 13:00    | Pittsburgh Steelers  | 28 - 24   | Baltimore Ravens    | M&T Bank Stadium           |
| 1 de noviembre                                                                                         | 13:00    | New England Patriots | 21 - 24   | Buffalo Bills       | Bills Stadium              |
| 1 de noviembre                                                                                         | 13:00    | Tennessee Titans     | 20 - 31   | Cincinnati Bengals  | Paul Brown Stadium         |
| 1 de noviembre                                                                                         | 13:00    | Las Vegas Raiders    | 16 - 6    | Cleveland Browns    | FirstEnergy Stadium        |
| 1 de noviembre                                                                                         | 13:00    | Indianapolis Colts   | 41 - 21   | Detroit Lions       | Ford Field                 |
| 1 de noviembre                                                                                         | 13:00    | Minnesota Vikings    | 28 - 22   | Green Bay Packers   | Lambeau Field              |
| 1 de noviembre                                                                                         | 13:00    | New York Jets        | 9 - 35    | Kansas City Chiefs  | Arrowhead Stadium          |
| 1 de noviembre                                                                                         | 13:00    | Los Angeles Rams     | 17 - 28   | Miami Dolphins      | Hard Rock Stadium          |
| 1 de noviembre                                                                                         | 16:05    | Los Angeles Chargers | 30 - 31   | Denver Broncos      | Empower Field at Mile High |
| 1 de noviembre                                                                                         | 16:25    | New Orleans Saints   | 26 - 23   | Chicago Bears       | Soldier Field              |
| 1 de noviembre                                                                                         | 16:25    | San Francisco 49ers  | 27 - 37   | Seattle Seahawks    | Lumen Field                |
| 1 de noviembre                                                                                         | 20:20    | Dallas Cowboys       | 9 - 23    | Philadelphia Eagles | Lincoln Financial Field    |
| 2 de noviembre                                                                                         | 20:15    | Tampa Bay Buccaneers | 25 - 23   | New York Giants     | MetLife Stadium            |
| Semana de descanso: Arizona Cardinals, Houston Texans, Jacksonville Jaguars y Washington Football Team |          |                      |           |                     |                            |

| Semana 9                                                                                         | Semana 9 | Semana 9             | Semana 9  | Semana 9                 | Semana 9              |
| Fecha                                                                                            | Hora     | Visitante            | Resultado | Local                    | Estadio               |
| ------------------------------------------------------------------------------------------------ | -------- | -------------------- | --------- | ------------------------ | --------------------- |
| 5 de noviembre                                                                                   | 20:20    | Green Bay Packers    | 34 - 17   | San Francisco 49ers      | Levi's Stadium        |
| 8 de noviembre                                                                                   | 13:00    | Denver Broncos       | 27 - 34   | Atlanta Falcons          | Mercedes-Benz Stadium |
| 8 de noviembre                                                                                   | 13:00    | Seattle Seahawks     | 34 - 44   | Buffalo Bills            | Bills Stadium         |
| 8 de noviembre                                                                                   | 13:00    | Baltimore Ravens     | 24 - 10   | Indianapolis Colts       | Lucas Oil Stadium     |
| 8 de noviembre                                                                                   | 13:00    | Houston Texans       | 27 - 25   | Jacksonville Jaguars     | TIAA Bank Field       |
| 8 de noviembre                                                                                   | 13:00    | Carolina Panthers    | 31 - 33   | Kansas City Chiefs       | Arrowhead Stadium     |
| 8 de noviembre                                                                                   | 13:00    | Detroit Lions        | 20 - 34   | Minnesota Vikings        | U.S. Bank Stadium     |
| 8 de noviembre                                                                                   | 13:00    | Chicago Bears        | 17 - 24   | Tennessee Titans         | Nissan Stadium        |
| 8 de noviembre                                                                                   | 13:00    | New York Giants      | 23 - 20   | Washington Football Team | FedExField            |
| 8 de noviembre                                                                                   | 16:05    | Las Vegas Raiders    | 31 - 26   | Los Angeles Chargers     | SoFi Stadium          |
| 8 de noviembre                                                                                   | 16:25    | Miami Dolphins       | 34 - 31   | Arizona Cardinals        | State Farm Stadium    |
| 8 de noviembre                                                                                   | 16:25    | Pittsburgh Steelers  | 24 - 19   | Dallas Cowboys           | AT&T Stadium          |
| 8 de noviembre                                                                                   | 20:20    | New Orleans Saints   | 38 - 3    | Tampa Bay Buccaneers     | Raymond James Stadium |
| 9 de noviembre                                                                                   | 20:15    | New England Patriots | 30 - 27   | New York Jets            | MetLife Stadium       |
| Semana de descanso: Cincinnati Bengals, Cleveland Browns, Los Angeles Rams y Philadelphia Eagles |          |                      |           |                          |                       |

| Semana 10                                                                               | Semana 10 | Semana 10                | Semana 10 | Semana 10            | Semana 10               |
| Fecha                                                                                   | Hora      | Local                    | Resultado | Visitante            | Estadio                 |
| --------------------------------------------------------------------------------------- | --------- | ------------------------ | --------- | -------------------- | ----------------------- |
| 12 de noviembre                                                                         | 20:20     | Indianapolis Colts       | 34 - 17   | Tennessee Titans     | Nissan Stadium          |
| 15 de noviembre                                                                         | 13:00     | Tampa Bay Buccaneers     | 46 - 23   | Carolina Panthers    | Bank of America Stadium |
| 15 de noviembre                                                                         | 13:00     | Houston Texans           | 7 - 10    | Cleveland Browns     | FirstEnergy Stadium     |
| 15 de noviembre                                                                         | 13:00     | Washington Football Team | 27 - 30   | Detroit Lions        | Ford Field              |
| 15 de noviembre                                                                         | 13:00     | Jacksonville Jaguars     | 20 - 24   | Green Bay Packers    | Lambeau Field           |
| 15 de noviembre                                                                         | 13:00     | Philadelphia Eagles      | 17 - 27   | New York Giants      | MetLife Stadium         |
| 15 de noviembre                                                                         | 16:05     | Buffalo Bills            | 30 - 32   | Arizona Cardinals    | State Farm Stadium      |
| 15 de noviembre                                                                         | 16:05     | Denver Broncos           | 12 - 37   | Las Vegas Raiders    | Allegiant Stadium       |
| 15 de noviembre                                                                         | 16:05     | Los Angeles Chargers     | 21 - 29   | Miami Dolphins       | Hard Rock Stadium       |
| 15 de noviembre                                                                         | 16:25     | Seattle Seahawks         | 16 - 23   | Los Angeles Rams     | SoFi Stadium            |
| 15 de noviembre                                                                         | 16:25     | San Francisco 49ers      | 13 - 27   | New Orleans Saints   | Mercedes-Benz Superdome |
| 15 de noviembre                                                                         | 16:25     | Cincinnati Bengals       | 10 - 36   | Pittsburgh Steelers  | Heinz Field             |
| 15 de noviembre                                                                         | 20:20     | Baltimore Ravens         | 17 - 23   | New England Patriots | Gillette Stadium        |
| 16 de noviembre                                                                         | 20:15     | Minnesota Vikings        | 19 - 13   | Chicago Bears        | Soldier Field           |
| Semana de descanso: Atlanta Falcons, Dallas Cowboys, Kansas City Chiefs y New York Jets |           |                          |           |                      |                         |

| Semana 11                                                                               | Semana 11 | Semana 11            | Semana 11 | Semana 11                | Semana 11                  |
| Fecha                                                                                   | Hora      | Visitante            | Resultado | Local                    | Estadio                    |
| --------------------------------------------------------------------------------------- | --------- | -------------------- | --------- | ------------------------ | -------------------------- |
| 19 de noviembre                                                                         | 20:20     | Arizona Cardinals    | 21 - 28   | Seattle Seahawks         | Lumen Field                |
| 22 de noviembre                                                                         | 13:00     | Tennessee Titans     | 30 - 24   | Baltimore Ravens         | M&T Bank Stadium           |
| 22 de noviembre                                                                         | 13:00     | Detroit Lions        | 0 - 20    | Carolina Panthers        | Bank of America Stadium    |
| 22 de noviembre                                                                         | 13:00     | Philadelphia Eagles  | 17 - 22   | Cleveland Browns         | FirstEnergy Stadium        |
| 22 de noviembre                                                                         | 13:00     | New England Patriots | 20 - 27   | Houston Texans           | NRG Stadium                |
| 22 de noviembre                                                                         | 13:00     | Pittsburgh Steelers  | 27 - 3    | Jacksonville Jaguars     | TIAA Bank Field            |
| 22 de noviembre                                                                         | 13:00     | Atlanta Falcons      | 9 - 24    | New Orleans Saints       | Mercedes-Benz Superdome    |
| 22 de noviembre                                                                         | 13:00     | Cincinnati Bengals   | 9 - 20    | Washington Football Team | FedExField                 |
| 22 de noviembre                                                                         | 16:05     | Miami Dolphins       | 13 - 20   | Denver Broncos           | Empower Field at Mile High |
| 22 de noviembre                                                                         | 16:05     | New York Jets        | 28 - 34   | Los Angeles Chargers     | SoFi Stadium               |
| 22 de noviembre                                                                         | 16:25     | Green Bay Packers    | 31 - 34   | Indianapolis Colts       | Lucas Oil Stadium          |
| 22 de noviembre                                                                         | 16:25     | Dallas Cowboys       | 31 - 28   | Minnesota Vikings        | U.S. Bank Stadium          |
| 22 de noviembre                                                                         | 20:20     | Kansas City Chiefs   | 35 - 31   | Las Vegas Raiders        | Allegiant Stadium          |
| 23 de noviembre                                                                         | 20:15     | Los Angeles Rams     | 27 - 24   | Tampa Bay Buccaneers     | Raymond James Stadium      |
| Semana de descanso: Buffalo Bills, Chicago Bears, New York Giants y San Francisco 49ers |           |                      |           |                          |                            |

| Semana 12       | Semana 12 | Semana 12                | Semana 12 | Semana 12            | Semana 12                  |
| Fecha           | Hora      | Local                    | Resultado | Visitante            | Estadio                    |
| --------------- | --------- | ------------------------ | --------- | -------------------- | -------------------------- |
| 26 de noviembre | 12:30     | Houston Texans           | 41 - 25   | Detroit Lions        | Ford Field                 |
| 26 de noviembre | 16:30     | Washington Football Team | 41 - 16   | Dallas Cowboys       | AT&T Stadium               |
| 29 de noviembre | 13:00     | Las Vegas Raiders        | 6 - 43    | Atlanta Falcons      | Mercedes-Benz Stadium      |
| 29 de noviembre | 13:00     | Los Angeles Chargers     | 17 - 27   | Buffalo Bills        | Bills Stadium              |
| 29 de noviembre | 13:00     | New York Giants          | 19 - 17   | Cincinnati Bengals   | Paul Brown Stadium         |
| 29 de noviembre | 13:00     | Tennessee Titans         | 45 - 26   | Indianapolis Colts   | Lucas Oil Stadium          |
| 29 de noviembre | 13:00     | Cleveland Browns         | 27 - 25   | Jacksonville Jaguars | TIAA Bank Field            |
| 29 de noviembre | 13:00     | Carolina Panthers        | 27 - 28   | Minnesota Vikings    | U.S. Bank Stadium          |
| 29 de noviembre | 13:00     | Arizona Cardinals        | 17 - 20   | New England Patriots | Gillette Stadium           |
| 29 de noviembre | 13:00     | Miami Dolphins           | 20 - 3    | New York Jets        | MetLife Stadium            |
| 29 de noviembre | 16:05     | New Orleans Saints       | 31 - 3    | Denver Broncos       | Empower Field at Mile High |
| 29 de noviembre | 16:05     | San Francisco 49ers      | 23 - 20   | Los Angeles Rams     | SoFi Stadium               |
| 29 de noviembre | 16:25     | Kansas City Chiefs       | 27 - 24   | Tampa Bay Buccaneers | Raymond James Stadium      |
| 29 de noviembre | 20:20     | Chicago Bears            | 25 - 41   | Green Bay Packers    | Lambeau Field              |
| 30 de noviembre | 20:15     | Seattle Seahawks         | 23 - 17   | Philadelphia Eagles  | Lincoln Financial Field    |
| 2 de diciembre  | 15:40     | Baltimore Ravens         | 14 - 19   | Pittsburgh Steelers  | Heinz Field                |

| Semana 13                                                    | Semana 13 | Semana 13                | Semana 13 | Semana 13            | Semana 13             |
| Fecha                                                        | Hora      | Visitante                | Resultado | Local                | Estadio               |
| ------------------------------------------------------------ | --------- | ------------------------ | --------- | -------------------- | --------------------- |
| 6 de diciembre                                               | 13:00     | New Orleans Saints       | 21 - 16   | Atlanta Falcons      | Mercedes-Benz Stadium |
| 6 de diciembre                                               | 13:00     | Detroit Lions            | 34 - 30   | Chicago Bears        | Soldier Field         |
| 6 de diciembre                                               | 13:00     | Indianapolis Colts       | 26 - 20   | Houston Texans       | NRG Stadium           |
| 6 de diciembre                                               | 13:00     | Cincinnati Bengals       | 7 - 19    | Miami Dolphins       | Hard Rock Stadium     |
| 6 de diciembre                                               | 13:00     | Jacksonville Jaguars     | 24 - 27   | Minnesota Vikings    | U.S. Bank Stadium     |
| 6 de diciembre                                               | 13:00     | Las Vegas Raiders        | 31 - 28   | New York Jets        | MetLife Stadium       |
| 6 de diciembre                                               | 13:00     | Cleveland Browns         | 41 - 35   | Tennessee Titans     | Nissan Stadium        |
| 6 de diciembre                                               | 16:05     | Los Angeles Rams         | 38 - 28   | Arizona Cardinals    | State Farm Stadium    |
| 6 de diciembre                                               | 16:05     | New York Giants          | 17 - 12   | Seattle Seahawks     | Lumen Field           |
| 6 de diciembre                                               | 16:25     | Philadelphia Eagles      | 16 - 30   | Green Bay Packers    | Lambeau Field         |
| 6 de diciembre                                               | 16:25     | New England Patriots     | 45 - 0    | Los Angeles Chargers | SoFi Stadium          |
| 6 de diciembre                                               | 20:20     | Denver Broncos           | 16 - 22   | Kansas City Chiefs   | Arrowhead Stadium     |
| 7 de diciembre                                               | 17:00     | Washington Football Team | 23 - 17   | Pittsburgh Steelers  | Heinz Field           |
| 7 de diciembre                                               | 20:15     | Buffalo Bills            | 34 - 24   | San Francisco 49ers  | State Farm Stadium    |
| 8 de diciembre                                               | 20:05     | Dallas Cowboys           | 17 - 34   | Baltimore Ravens     | M&T Bank Stadium      |
| Semana de descanso: Carolina Panthers y Tampa Bay Buccaneers |           |                          |           |                      |                       |

| Semana 14       | Semana 14 | Semana 14                | Semana 14 | Semana 14            | Semana 14               |
| Fecha           | Hora      | Visitante                | Resultado | Local                | Estadio                 |
| --------------- | --------- | ------------------------ | --------- | -------------------- | ----------------------- |
| 10 de diciembre | 20:20     | New England Patriots     | 3 - 24    | Los Angeles Rams     | SoFi Stadium            |
| 13 de diciembre | 13:00     | Denver Broncos           | 32 - 27   | Carolina Panthers    | Bank of America Stadium |
| 13 de diciembre | 13:00     | Houston Texans           | 7 - 36    | Chicago Bears        | Soldier Field           |
| 13 de diciembre | 13:00     | Dallas Cowboys           | 30 - 7    | Cincinnati Bengals   | Paul Brown Stadium      |
| 13 de diciembre | 13:00     | Tennessee Titans         | 31 - 10   | Jacksonville Jaguars | TIAA Bank Field         |
| 13 de diciembre | 13:00     | Kansas City Chiefs       | 33 - 27   | Miami Dolphins       | Hard Rock Stadium       |
| 13 de diciembre | 13:00     | Arizona Cardinals        | 26 - 7    | New York Giants      | MetLife Stadium         |
| 13 de diciembre | 13:00     | Minnesota Vikings        | 14 - 26   | Tampa Bay Buccaneers | Raymond James Stadium   |
| 13 de diciembre | 16:05     | Indianapolis Colts       | 44 - 27   | Las Vegas Raiders    | Allegiant Stadium       |
| 13 de diciembre | 16:05     | New York Jets            | 3 - 40    | Seattle Seahawks     | Lumen Field             |
| 13 de diciembre | 16:25     | Green Bay Packers        | 31 - 24   | Detroit Lions        | Ford Field              |
| 13 de diciembre | 16:25     | Atlanta Falcons          | 17 - 20   | Los Angeles Chargers | SoFi Stadium            |
| 13 de diciembre | 16:25     | New Orleans Saints       | 21 - 24   | Philadelphia Eagles  | Lincoln Financial Field |
| 13 de diciembre | 16:25     | Washington Football Team | 23 - 15   | San Francisco 49ers  | State Farm Stadium      |
| 13 de diciembre | 20:20     | Pittsburgh Steelers      | 15 - 26   | Buffalo Bills        | Bills Stadium           |
| 14 de diciembre | 20:15     | Baltimore Ravens         | 47 - 42   | Cleveland Browns     | FirstEnergy Stadium     |

| Semana 15       | Semana 15 | Semana 15            | Semana 15 | Semana 15                | Semana 15                  |
| Fecha           | Hora      | Visitante            | Resultado | Local                    | Estadio                    |
| --------------- | --------- | -------------------- | --------- | ------------------------ | -------------------------- |
| 17 de diciembre | 20:20     | Los Angeles Chargers | 30 - 27   | Las Vegas Raiders        | Allegiant Stadium          |
| 19 de diciembre | 16:30     | Buffalo Bills        | 48 - 19   | Denver Broncos           | Empower Field at Mile High |
| 19 de diciembre | 20:15     | Carolina Panthers    | 16 - 24   | Green Bay Packers        | Lambeau Field              |
| 20 de diciembre | 13:00     | Tampa Bay Buccaneers | 31 - 27   | Atlanta Falcons          | Mercedes-Benz Stadium      |
| 20 de diciembre | 13:00     | Jacksonville Jaguars | 14 - 40   | Baltimore Ravens         | M&T Bank Stadium           |
| 20 de diciembre | 13:00     | San Francisco 49ers  | 33 - 41   | Dallas Cowboys           | AT&T Stadium               |
| 20 de diciembre | 13:00     | Houston Texans       | 20 - 27   | Indianapolis Colts       | Lucas Oil Stadium          |
| 20 de diciembre | 13:00     | New England Patriots | 12 - 22   | Miami Dolphins           | Hard Rock Stadium          |
| 20 de diciembre | 13:00     | Chicago Bears        | 33 - 27   | Minnesota Vikings        | U.S. Bank Stadium          |
| 20 de diciembre | 13:00     | Detroit Lions        | 25 - 46   | Tennessee Titans         | Nissan Stadium             |
| 20 de diciembre | 13:00     | Seattle Seahawks     | 20 - 15   | Washington Football Team | FedExField                 |
| 20 de diciembre | 16:05     | Philadelphia Eagles  | 26 - 33   | Arizona Cardinals        | State Farm Stadium         |
| 20 de diciembre | 16:05     | New York Jets        | 23 - 20   | Los Angeles Rams         | SoFi Stadium               |
| 20 de diciembre | 16:25     | Kansas City Chiefs   | 32 - 29   | New Orleans Saints       | Mercedes-Benz Superdome    |
| 20 de diciembre | 20:20     | Cleveland Browns     | 20 - 6    | New York Giants          | MetLife Stadium            |
| 21 de diciembre | 20:15     | Pittsburgh Steelers  | 17 - 27   | Cincinnati Bengals       | Paul Brown Stadium         |

| Semana 16       | Semana 16 | Semana 16            | Semana 16 | Semana 16                | Semana 16               |
| Fecha           | Hora      | Visitante            | Resultado | Local                    | Estadio                 |
| --------------- | --------- | -------------------- | --------- | ------------------------ | ----------------------- |
| 25 de diciembre | 16:30     | Minnesota Vikings    | 33 - 52   | New Orleans Saints       | Mercedes-Benz Superdome |
| 26 de diciembre | 13:00     | Tampa Bay Buccaneers | 47 - 7    | Detroit Lions            | Ford Field              |
| 26 de diciembre | 16:30     | San Francisco 49ers  | 20 - 12   | Arizona Cardinals        | State Farm Stadium      |
| 26 de diciembre | 20:15     | Miami Dolphins       | 26 - 25   | Las Vegas Raiders        | Allegiant Stadium       |
| 27 de diciembre | 13:00     | New York Giants      | 13 - 27   | Baltimore Ravens         | M&T Bank Stadium        |
| 27 de diciembre | 13:00     | Cincinnati Bengals   | 37 - 31   | Houston Texans           | NRG Stadium             |
| 27 de diciembre | 13:00     | Chicago Bears        | 41 - 17   | Jacksonville Jaguars     | TIAA Bank Field         |
| 27 de diciembre | 13:00     | Atlanta Falcons      | 14 - 17   | Kansas City Chiefs       | Arrowhead Stadium       |
| 27 de diciembre | 13:00     | Cleveland Browns     | 16 - 23   | New York Jets            | MetLife Stadium         |
| 27 de diciembre | 13:00     | Indianapolis Colts   | 24 - 28   | Pittsburgh Steelers      | Heinz Field             |
| 27 de diciembre | 16:05     | Denver Broncos       | 16 - 19   | Los Angeles Chargers     | SoFi Stadium            |
| 27 de diciembre | 16:05     | Carolina Panthers    | 20 - 13   | Washington Football Team | FedExField              |
| 27 de diciembre | 16:25     | Philadelphia Eagles  | 17 - 37   | Dallas Cowboys           | AT&T Stadium            |
| 27 de diciembre | 16:25     | Los Angeles Rams     | 9 - 20    | Seattle Seahawks         | Lumen Field             |
| 27 de diciembre | 20:20     | Tennessee Titans     | 14 - 40   | Green Bay Packers        | Lambeau Field           |
| 28 de diciembre | 20:15     | Buffalo Bills        | 38 - 9    | New England Patriots     | Gillette Stadium        |

| Semana 17  | Semana 17 | Semana 17                | Semana 17 | Semana 17            | Semana 17                  |
| Fecha      | Hora      | Visitante                | Resultado | Local                | Estadio                    |
| ---------- | --------- | ------------------------ | --------- | -------------------- | -------------------------- |
| 3 de enero | 13:00     | Miami Dolphins           | 26 - 56   | Buffalo Bills        | Bills Stadium              |
| 3 de enero | 13:00     | Baltimore Ravens         | 38 - 3    | Cincinnati Bengals   | Paul Brown Stadium         |
| 3 de enero | 13:00     | Pittsburgh Steelers      | 22 - 24   | Cleveland Browns     | FirstEnergy Stadium        |
| 3 de enero | 13:00     | Minnesota Vikings        | 37 - 35   | Detroit Lions        | Ford Field                 |
| 3 de enero | 13:00     | New York Jets            | 14 - 28   | New England Patriots | Gillette Stadium           |
| 3 de enero | 13:00     | Dallas Cowboys           | 19 - 23   | New York Giants      | MetLife Stadium            |
| 3 de enero | 13:00     | Atlanta Falcons          | 27 - 44   | Tampa Bay Buccaneers | Raymond James Stadium      |
| 3 de enero | 16:25     | New Orleans Saints       | 33 - 7    | Carolina Panthers    | Bank of America Stadium    |
| 3 de enero | 16:25     | Green Bay Packers        | 35 - 16   | Chicago Bears        | Soldier Field              |
| 3 de enero | 16:25     | Las Vegas Raiders        | 32 - 31   | Denver Broncos       | Empower Field at Mile High |
| 3 de enero | 16:25     | Tennessee Titans         | 41 - 38   | Houston Texans       | NRG Stadium                |
| 3 de enero | 16:25     | Jacksonville Jaguars     | 14 - 28   | Indianapolis Colts   | Lucas Oil Stadium          |
| 3 de enero | 16:25     | Los Angeles Chargers     | 38 - 21   | Kansas City Chiefs   | Arrowhead Stadium          |
| 3 de enero | 16:25     | Arizona Cardinals        | 7 - 18    | Los Angeles Rams     | SoFi Stadium               |
| 3 de enero | 16:25     | Seattle Seahawks         | 26 - 23   | San Francisco 49ers  | State Farm Stadium         |
| 3 de enero | 20:20     | Washington Football Team | 20 - 14   | Philadelphia Eagles  | Lincoln Financial Field    |

### Clasificación divisional
| AFC Este             | AFC Este | AFC Este | AFC Este | AFC Este | AFC Este | AFC Este | AFC Este | AFC Este |
| Equipo               | G        | P        | E        | CTE      | DIV      | CONF     | PF       | PC       |
| -------------------- | -------- | -------- | -------- | -------- | -------- | -------- | -------- | -------- |
| #2 Buffalo Bills     | 13       | 3        | 0        | .813     | 6–0      | 10–2     | 501      | 375      |
| Miami Dolphins       | 10       | 6        | 0        | .625     | 3–3      | 7–5      | 404      | 338      |
| New England Patriots | 7        | 9        | 0        | .438     | 3–3      | 6–6      | 326      | 353      |
| New York Jets        | 2        | 14       | 0        | .125     | 0–6      | 1–11     | 243      | 457      |

| AFC Norte              | AFC Norte | AFC Norte | AFC Norte | AFC Norte | AFC Norte | AFC Norte | AFC Norte | AFC Norte |
| Equipo                 | G         | P         | E         | CTE       | DIV       | CONF      | PF        | PC        |
| ---------------------- | --------- | --------- | --------- | --------- | --------- | --------- | --------- | --------- |
| #3 Pittsburgh Steelers | 12        | 4         | 0         | .750      | 4–2       | 9–3       | 416       | 312       |
| #5 Baltimore Ravens    | 11        | 5         | 0         | .688      | 4–2       | 7–5       | 468       | 303       |
| #6 Cleveland Browns    | 11        | 5         | 0         | .688      | 3–3       | 7–5       | 408       | 419       |
| Cincinnati Bengals     | 4         | 11        | 1         | .281      | 1–5       | 4–8       | 311       | 424       |

| AFC Sur               | AFC Sur | AFC Sur | AFC Sur | AFC Sur | AFC Sur | AFC Sur | AFC Sur | AFC Sur |
| Equipo                | G       | P       | E       | CTE     | DIV     | CONF    | PF      | PC      |
| --------------------- | ------- | ------- | ------- | ------- | ------- | ------- | ------- | ------- |
| #4 Tennessee Titans   | 11      | 5       | 0       | .688    | 5–1     | 8–4     | 491     | 439     |
| #7 Indianapolis Colts | 11      | 5       | 0       | .688    | 4–2     | 7–5     | 451     | 362     |
| Houston Texans        | 4       | 12      | 0       | .250    | 2–4     | 3–9     | 384     | 464     |
| Jacksonville Jaguars  | 1       | 15      | 0       | .063    | 1–5     | 1–11    | 306     | 492     |

| AFC Oeste             | AFC Oeste | AFC Oeste | AFC Oeste | AFC Oeste | AFC Oeste | AFC Oeste | AFC Oeste | AFC Oeste |
| Equipo                | G         | P         | E         | CTE       | DIV       | CONF      | PF        | PC        |
| --------------------- | --------- | --------- | --------- | --------- | --------- | --------- | --------- | --------- |
| #1 Kansas City Chiefs | 14        | 2         | 0         | .875      | 4–2       | 10–2      | 473       | 362       |
| Las Vegas Raiders     | 8         | 8         | 0         | .500      | 4–2       | 6–6       | 434       | 478       |
| Los Angeles Chargers  | 7         | 9         | 0         | .438      | 3–3       | 6–6       | 384       | 426       |
| Denver Broncos        | 5         | 11        | 0         | .313      | 1–5       | 4–8       | 323       | 446       |

| NFC Este                    | NFC Este | NFC Este | NFC Este | NFC Este | NFC Este | NFC Este | NFC Este | NFC Este |
| Equipo                      | G        | P        | E        | CTE      | DIV      | CONF     | PF       | PC       |
| --------------------------- | -------- | -------- | -------- | -------- | -------- | -------- | -------- | -------- |
| #4 Washington Football Team | 7        | 9        | 0        | .438     | 4–2      | 5–7      | 335      | 329      |
| New York Giants             | 6        | 10       | 0        | .375     | 4–2      | 5–7      | 280      | 357      |
| Dallas Cowboys              | 6        | 10       | 0        | .375     | 2–4      | 5–7      | 395      | 473      |
| Philadelphia Eagles         | 4        | 11       | 1        | .281     | 2–4      | 4–8      | 334      | 418      |

| NFC Norte            | NFC Norte | NFC Norte | NFC Norte | NFC Norte | NFC Norte | NFC Norte | NFC Norte | NFC Norte |
| Equipo               | G         | P         | E         | CTE       | DIV       | CONF      | PF        | PC        |
| -------------------- | --------- | --------- | --------- | --------- | --------- | --------- | --------- | --------- |
| #1 Green Bay Packers | 13        | 3         | 0         | .813      | 5–1       | 10–2      | 509       | 369       |
| #7 Chicago Bears     | 8         | 8         | 0         | .500      | 2–4       | 6–6       | 372       | 370       |
| Minnesota Vikings    | 7         | 9         | 0         | .438      | 4–2       | 5–7       | 430       | 475       |
| Detroit Lions        | 5         | 11        | 0         | .313      | 1–5       | 4–8       | 377       | 519       |

| NFC Sur                 | NFC Sur | NFC Sur | NFC Sur | NFC Sur | NFC Sur | NFC Sur | NFC Sur | NFC Sur |
| Equipo                  | G       | P       | E       | CTE     | DIV     | CONF    | PF      | PC      |
| ----------------------- | ------- | ------- | ------- | ------- | ------- | ------- | ------- | ------- |
| #2 New Orleans Saints   | 12      | 4       | 0       | .750    | 6–0     | 10–2    | 482     | 337     |
| #5 Tampa Bay Buccaneers | 11      | 5       | 0       | .688    | 4–2     | 8–4     | 492     | 355     |
| Carolina Panthers       | 5       | 11      | 0       | .313    | 1–5     | 4–8     | 350     | 402     |
| Atlanta Falcons         | 4       | 12      | 0       | .250    | 1–5     | 2–10    | 396     | 414     |

| NFC Oeste           | NFC Oeste | NFC Oeste | NFC Oeste | NFC Oeste | NFC Oeste | NFC Oeste | NFC Oeste | NFC Oeste |
| Equipo              | G         | P         | E         | CTE       | DIV       | CONF      | PF        | PC        |
| ------------------- | --------- | --------- | --------- | --------- | --------- | --------- | --------- | --------- |
| #3 Seattle Seahawks | 12        | 4         | 0         | .750      | 4–2       | 9–3       | 459       | 371       |
| #6 Los Angeles Rams | 10        | 6         | 0         | .625      | 3–3       | 9–3       | 372       | 296       |
| Arizona Cardinals   | 8         | 8         | 0         | .533      | 2–4       | 6–6       | 410       | 367       |
| San Francisco 49ers | 6         | 10        | 0         | .375      | 3–3       | 4–8       | 376       | 390       |

     Campeón de división. 
     Clasificado como Wildcard. 
     Eliminado de playoffs.

### Clasificación por conferencias
| Conferencia Americana (AFC) | Conferencia Americana (AFC) | Conferencia Americana (AFC) | Conferencia Americana (AFC) | Conferencia Americana (AFC) | Conferencia Americana (AFC) | Conferencia Americana (AFC) | Conferencia Americana (AFC) | Conferencia Americana (AFC) |
| # | Equipo                      | División                    | G                           | P                           | E                           | CTE                         | DIV                         | CONF                        |
| --- | --------------------------- | --------------------------- | --------------------------- | --------------------------- | --------------------------- | --------------------------- | --------------------------- | --------------------------- |
| 1 | Kansas City Chiefs z        | Oeste                       | 14                          | 2                           | 0                           | .875                        | 4–2                         | 10–2                        |
| 2 | Buffalo Bills y             | Este                        | 13                          | 3                           | 0                           | .813                        | 6–0                         | 10–2                        |
| 3 | Pittsburgh Steelers y       | Norte                       | 12                          | 4                           | 0                           | .750                        | 4–2                         | 9–3                         |
| 4[a] | Tennessee Titans y          | Sur                         | 11                          | 5                           | 0                           | .688                        | 5–1                         | 8–4                         |
| ↑ Campeones de división ↑ |                             |                             |                             |                             |                             |                             |                             |                             |
| 5[b] | Baltimore Ravens            | Norte                       | 11                          | 5                           | 0                           | .688                        | 4–2                         | 7–5                         |
| 6[b] | Cleveland Browns            | Norte                       | 11                          | 5                           | 0                           | .688                        | 3–3                         | 7–5                         |
| 7[a][b] | Indianapolis Colts          | Sur                         | 11                          | 5                           | 0                           | .688                        | 4–2                         | 7–5                         |
| ↑ Wild Cards ↑ |                             |                             |                             |                             |                             |                             |                             |                             |
| 8 | Miami Dolphins              | Este                        | 10                          | 6                           | 0                           | .667                        | 3–3                         | 7–5                         |
| 9 | Las Vegas Raiders           | Oeste                       | 8                           | 8                           | 0                           | .500                        | 4–2                         | 6–6                         |
| 10[c] | New England Patriots        | Este                        | 7                           | 9                           | 0                           | .438                        | 3–3                         | 6–6                         |
| 11[c] | Los Angeles Chargers        | Oeste                       | 7                           | 9                           | 0                           | .438                        | 3–3                         | 6–6                         |
| 12 | Denver Broncos              | Oeste                       | 5                           | 11                          | 0                           | .313                        | 1–5                         | 4–8                         |
| 13 | Cincinnati Bengals          | Norte                       | 4                           | 11                          | 1                           | .281                        | 1–5                         | 4–8                         |
| 14 | Houston Texans              | Sur                         | 4                           | 12                          | 0                           | .250                        | 2–4                         | 3–9                         |
| 15 | New York Jets               | Este                        | 2                           | 14                          | 0                           | .125                        | 0–6                         | 1–11                        |
| 16 | Jacksonville Jaguars        | Sur                         | 1                           | 15                          | 0                           | .063                        | 1–4                         | 1–11                        |
| Desempates |                             |                             |                             |                             |                             |                             |                             |                             |
| [a] Tennessee desempata sobre Indianapolis por tener mejor récord de división. [b] Baltimore desempata sobre Cleveland por haber barrido la serie divisional entre ambos y sobre Indianapolis por haber ganado el enfrentamiento directo entre ambos. Cleveland desempata sobre Indianapolis por haber ganado el enfrentamiento directo entre ambos. [c] New England desempata sobre Los Angeles por haber ganado el enfrentamiento directo entre ambos. |                             |                             |                             |                             |                             |                             |                             |                             |

| Conferencia Nacional (NFC) | Conferencia Nacional (NFC) | Conferencia Nacional (NFC) | Conferencia Nacional (NFC) | Conferencia Nacional (NFC) | Conferencia Nacional (NFC) | Conferencia Nacional (NFC) | Conferencia Nacional (NFC) | Conferencia Nacional (NFC) |
| # | Equipo                     | División                   | G                          | P                          | E                          | CTE                        | DIV                        | CONF                       |
| --- | -------------------------- | -------------------------- | -------------------------- | -------------------------- | -------------------------- | -------------------------- | -------------------------- | -------------------------- |
| 1 | Green Bay Packers z        | Norte                      | 13                         | 3                          | 0                          | .813                       | 5–1                        | 10–2                       |
| 2[a] | New Orleans Saints y       | Sur                        | 12                         | 4                          | 0                          | .750                       | 6–0                        | 10–2                       |
| 3[a] | Seattle Seahawks y         | Oeste                      | 12                         | 4                          | 0                          | .750                       | 4–2                        | 9–3                        |
| 4 | Washington Football Team y | Este                       | 7                          | 9                          | 0                          | .438                       | 4–2                        | 5–7                        |
| ↑ Campeones de división ↑ |                            |                            |                            |                            |                            |                            |                            |                            |
| 5 | Tampa Bay Buccaneers       | Sur                        | 11                         | 5                          | 0                          | .688                       | 4–2                        | 8–4                        |
| 6 | Los Angeles Rams           | Oeste                      | 10                         | 6                          | 0                          | .625                       | 3–3                        | 9–3                        |
| 7[b] | Chicago Bears              | Norte                      | 8                          | 8                          | 0                          | .500                       | 2–4                        | 6–6                        |
| ↑ Wild Cards ↑ |                            |                            |                            |                            |                            |                            |                            |                            |
| 8[b] | Arizona Cardinals          | Oeste                      | 8                          | 8                          | 0                          | .500                       | 2–4                        | 6–6                        |
| 9 | Minnesota Vikings          | Norte                      | 7                          | 9                          | 0                          | .438                       | 4–2                        | 5–7                        |
| 10[c] | San Francisco 49ers        | Oeste                      | 6                          | 10                         | 0                          | .375                       | 3–3                        | 4–8                        |
| 11[c] | New York Giants            | Este                       | 6                          | 10                         | 0                          | .375                       | 4–2                        | 5–7                        |
| 12[c] | Dallas Cowboys             | Este                       | 6                          | 10                         | 0                          | .375                       | 2–4                        | 5–7                        |
| 13[d] | Carolina Panthers          | Sur                        | 5                          | 11                         | 0                          | .313                       | 1–5                        | 4–8                        |
| 14[d] | Detroit Lions              | Norte                      | 5                          | 11                         | 0                          | .313                       | 1–5                        | 4–8                        |
| 15 | Philadelphia Eagles        | Este                       | 4                          | 11                         | 1                          | .281                       | 2–4                        | 4–8                        |
| 16 | Atlanta Falcons            | Sur                        | 4                          | 12                         | 0                          | .250                       | 1–5                        | 2–10                       |
| Desempates |                            |                            |                            |                            |                            |                            |                            |                            |
| [a] New Orleans desempata sobre Seattle por tener mejor récord de conferencia. [b] Chicago desempata sobre Arizona por tener mejor récord de juegos en común. [c] San Francisco desempata sobre New York por haber ganado el enfrentamiento directo entre ambos. New York desempata sobre Dallas por tener mejor récord de división. [d] Carolina desempata sobre Detroit por haber ganado el enfrentamiento directo entre ambos. |                            |                            |                            |                            |                            |                            |                            |                            |

 #  N.º de clasificado por conferencia.

 z  Campeón de división, bye y ventaja de campo.

 y  Campeón de división.
    Wild Card.

     No clasificado para los playoffs.

## Postemporada
Después de la temporada regular, se abre la fase final o de postemporada (playoffs) a la que clasifican catorce equipos, 7 por cada conferencia, según los siguientes niveles:
- A) En un lado estarán los equipos de la Conferencia Americana y en el otro los de la Conferencia Nacional;
- B) los 4 campeones de división en cada conferencia;
- C) los 3 equipos en cada conferencia, que sin ser campeones de división, obtuvieron mejor récord (Wild Cards).

Los equipos clasificados a los playoffs en cada conferencia se agrupan, del 1 al 7, de acuerdo a su porcentaje de partidos ganados, perdidos y empatados en la temporada regular. Aquel con el mejor registro es clasificado con el número 1 y así sucesivamente hasta el 7. Luego se agrupan de la siguiente forma:
- A) El mejor equipo, campeón de división, de cada conferencia (clasificado como número 1). El líder de cada conferencia no juega en la primera ronda de playoffs, llamada "Wild Cards".
- B) Los equipos clasificados del 2 y 4, son los otros tres campeones de división de cada conferencia. Estos equipos jugaran la ronda de "Wild Cards"
- C) Los equipos clasificados del 5 y 7, serán los que obtuvieron el mejor récord sin ser campeones de división, aunque tengan mejor récord que un campeón de otra división. Estos equipos jugarán la ronda de "Wild Cards"

Los playoffs se disputan en cuatro rondas:
1. En la primera ronda, llamada Wildcard, se enfrentan entre sí los equipos de cada conferencia (Nacional y Americana). Los equipos clasificados con el número 2 se enfrentarán a los equipos clasificados con el número 7, los equipos en el lugar número 3 se enfrentarán contra los equipos clasificados con el número 6 y los equipos clasificados con el número 4 se enfrentarán a los equipos clasificados con el número 5. Los equipos con mejor registro son locales.
2. En la segunda ronda, llamada Divisionales, los seis ganadores de la primera ronda la juegan con el primer clasificado en cada conferencia, el ganador peor clasificado se enfrenta al clasificado número 1, y los otros dos ganadores se enfrentan entre ellos, siempre dentro de cada conferencia. Los equipos con mejor registro son locales.
3. En la tercera ronda, las Finales de Conferencia, se enfrentan entre sí los dos equipos de cada conferencia ganadores de la ronda anterior.
4. En la cuarta ronda, la Super Bowl, se enfrentan los dos campeones de conferencia.

En caso de empate, la NFL ha establecido una serie de complejas reglas de desempate, en la que el criterio más importante es el resultado del partido entre los dos equipos empatados (si lo hubiera).
| #  | AFC                 | AFC               | NFC                      | NFC               |
| -- | ------------------- | ----------------- | ------------------------ | ----------------- |
| 1º | Kansas City Chiefs  | Campeón del Oeste | Green Bay Packers        | Campeón del Norte |
| 2º | Buffalo Bills       | Campeón del Este  | New Orleans Saints       | Campeón del Sur   |
| 3º | Pittsburgh Steelers | Campeón del Norte | Seattle Seahawks         | Campeón del Oeste |
| 4º | Tennessee Titans    | Campeón del Sur   | Washington Football Team | Campeón del Este  |
| 5º | Baltimore Ravens    | Wild Card         | Tampa Bay Buccaneers     | Wild Card         |
| 6º | Cleveland Browns    | Wild Card         | Los Angeles Rams         | Wild Card         |
| 7º | Indianapolis Colts  | Wild Card         | Chicago Bears            | Wild Card         |

### Cuadro
|  | Ronda Wild Card                       | Ronda Wild Card                | Ronda Wild Card                |                                       |                                       | Ronda divisional                      | Ronda divisional                | Ronda divisional                |                                 |                      | Finales de conferencia      | Finales de conferencia               | Finales de conferencia               |                                      |  | Super Bowl LV | Super Bowl LV | Super Bowl LV |
|  |                                       |                                |                                |                                       |                                       |                                       |                                 |                                 |                                 |                      |                             |                                      |                                      |                                      |  |               |               |               |
|  | 9 de enero – CenturyLink Field        | 9 de enero – CenturyLink Field | 9 de enero – CenturyLink Field |                                       |                                       | 16 de enero – Lambeau Field           | 16 de enero – Lambeau Field     | 16 de enero – Lambeau Field     |                                 |                      | 24 de enero – Lambeau Field | 24 de enero – Lambeau Field          | 24 de enero – Lambeau Field          |                                      |  |               |               |               |
|  | 9 de enero – CenturyLink Field        | 9 de enero – CenturyLink Field | 9 de enero – CenturyLink Field |                                       |                                       | 16 de enero – Lambeau Field           | 16 de enero – Lambeau Field     | 16 de enero – Lambeau Field     |                                 |                      | 24 de enero – Lambeau Field | 24 de enero – Lambeau Field          | 24 de enero – Lambeau Field          |                                      |  |               |               |               |
|  | 9 de enero – CenturyLink Field        | 9 de enero – CenturyLink Field | 9 de enero – CenturyLink Field |                                       |                                       | 16 de enero – Lambeau Field           | 16 de enero – Lambeau Field     | 16 de enero – Lambeau Field     |                                 |                      | 24 de enero – Lambeau Field | 24 de enero – Lambeau Field          | 24 de enero – Lambeau Field          |                                      |  |               |               |               |
|  | 3                                     | Seattle Seahawks               | 20                             |                                       |                                       | 16 de enero – Lambeau Field           | 16 de enero – Lambeau Field     | 16 de enero – Lambeau Field     |                                 |                      | 24 de enero – Lambeau Field | 24 de enero – Lambeau Field          | 24 de enero – Lambeau Field          |                                      |  |               |               |               |
|  | 3                                     | Seattle Seahawks               | 20                             |                                       |                                       | 16 de enero – Lambeau Field           | 16 de enero – Lambeau Field     | 16 de enero – Lambeau Field     |                                 |                      | 24 de enero – Lambeau Field | 24 de enero – Lambeau Field          | 24 de enero – Lambeau Field          |                                      |  |               |               |               |
|  | 6                                     | Los Angeles Rams               | 30                             |                                       |                                       | 16 de enero – Lambeau Field           | 16 de enero – Lambeau Field     | 16 de enero – Lambeau Field     |                                 |                      | 24 de enero – Lambeau Field | 24 de enero – Lambeau Field          | 24 de enero – Lambeau Field          |                                      |  |               |               |               |
|  | 6                                     | Los Angeles Rams               | 30                             | 1                                     | Green Bay Packers                     | 32                                    |                                 |                                 |                                 |                      | 24 de enero – Lambeau Field | 24 de enero – Lambeau Field          | 24 de enero – Lambeau Field          |                                      |  |               |               |               |
|  | 10 de enero – Mercedes-Benz Superdome |                                |                                | 1                                     | Green Bay Packers                     | 32                                    |                                 |                                 |                                 |                      | 24 de enero – Lambeau Field | 24 de enero – Lambeau Field          | 24 de enero – Lambeau Field          |                                      |  |               |               |               |
|  | 6                                     | Los Angeles Rams               | 18                             |                                       |                                       |                                       |                                 |                                 |                                 |                      | 24 de enero – Lambeau Field | 24 de enero – Lambeau Field          | 24 de enero – Lambeau Field          |                                      |  |               |               |               |
|  | 6                                     | Los Angeles Rams               | 18                             |                                       |                                       |                                       |                                 |                                 |                                 |                      | 24 de enero – Lambeau Field | 24 de enero – Lambeau Field          | 24 de enero – Lambeau Field          |                                      |  |               |               |               |
|  | 2                                     | New Orleans Saints             | 21                             | 17 de enero – Mercedes-Benz Superdome | 17 de enero – Mercedes-Benz Superdome | 17 de enero – Mercedes-Benz Superdome | 1                               | Green Bay Packers               | 26                              |                      |                             |                                      |                                      |                                      |  |               |               |               |
|  | 2                                     | New Orleans Saints             | 21                             | 17 de enero – Mercedes-Benz Superdome | 17 de enero – Mercedes-Benz Superdome | 17 de enero – Mercedes-Benz Superdome | 1                               | Green Bay Packers               | 26                              |                      |                             |                                      |                                      |                                      |  |               |               |               |
|  | 7                                     | Chicago Bears                  | 9                              | 17 de enero – Mercedes-Benz Superdome | 17 de enero – Mercedes-Benz Superdome | 17 de enero – Mercedes-Benz Superdome |                                 |                                 | 5                               | Tampa Bay Buccaneers | 31                          |                                      |                                      |                                      |  |               |               |               |
|  | 7                                     | Chicago Bears                  | 9                              | 17 de enero – Mercedes-Benz Superdome | 17 de enero – Mercedes-Benz Superdome | 17 de enero – Mercedes-Benz Superdome |                                 |                                 | 5                               | Tampa Bay Buccaneers | 31                          |                                      |                                      |                                      |  |               |               |               |
|  | 9 de enero – FedExField               | 9 de enero – FedExField        | 9 de enero – FedExField        | 2                                     | New Orleans Saints                    | 20                                    | 24 de enero – Arrowhead Stadium | 24 de enero – Arrowhead Stadium | 24 de enero – Arrowhead Stadium |                      |                             |                                      |                                      |                                      |  |               |               |               |
|  | 9 de enero – FedExField               | 9 de enero – FedExField        | 9 de enero – FedExField        | 2                                     | New Orleans Saints                    | 20                                    | 24 de enero – Arrowhead Stadium | 24 de enero – Arrowhead Stadium | 24 de enero – Arrowhead Stadium |                      |                             |                                      |                                      |                                      |  |               |               |               |
|  | 9 de enero – FedExField               | 9 de enero – FedExField        | 9 de enero – FedExField        | 5                                     | Tampa Bay Buccaneers                  | 30                                    | 24 de enero – Arrowhead Stadium | 24 de enero – Arrowhead Stadium | 24 de enero – Arrowhead Stadium |                      |                             |                                      |                                      |                                      |  |               |               |               |
|  | 4                                     | Washington Football Team       | 23                             | 5                                     | Tampa Bay Buccaneers                  | 30                                    | 24 de enero – Arrowhead Stadium | 24 de enero – Arrowhead Stadium | 24 de enero – Arrowhead Stadium |                      |                             | 7 de febrero – Raymond James Stadium | 7 de febrero – Raymond James Stadium | 7 de febrero – Raymond James Stadium |  |               |               |               |
|  | 4                                     | Washington Football Team       | 23                             | 17 de enero – Arrowhead Stadium       |                                       |                                       | 24 de enero – Arrowhead Stadium | 24 de enero – Arrowhead Stadium | 24 de enero – Arrowhead Stadium |                      |                             | 7 de febrero – Raymond James Stadium | 7 de febrero – Raymond James Stadium | 7 de febrero – Raymond James Stadium |  |               |               |               |
|  | 5                                     | Tampa Bay Buccaneers           | 31                             |                                       |                                       |                                       | 24 de enero – Arrowhead Stadium | 24 de enero – Arrowhead Stadium | 24 de enero – Arrowhead Stadium |                      |                             | 7 de febrero – Raymond James Stadium | 7 de febrero – Raymond James Stadium | 7 de febrero – Raymond James Stadium |  |               |               |               |
|  | 5                                     | Tampa Bay Buccaneers           | 31                             |                                       |                                       |                                       | 24 de enero – Arrowhead Stadium | 24 de enero – Arrowhead Stadium | 24 de enero – Arrowhead Stadium |                      |                             | 7 de febrero – Raymond James Stadium | 7 de febrero – Raymond James Stadium | 7 de febrero – Raymond James Stadium |  |               |               |               |
|  | 10 de enero – Heinz Field             | 10 de enero – Heinz Field      | 10 de enero – Heinz Field      | N5                                    | Tampa Bay Buccaneers                  | 31                                    | 24 de enero – Arrowhead Stadium | 24 de enero – Arrowhead Stadium | 24 de enero – Arrowhead Stadium |                      |                             |                                      |                                      |                                      |  |               |               |               |
|  | 10 de enero – Heinz Field             | 10 de enero – Heinz Field      | 10 de enero – Heinz Field      | N5                                    | Tampa Bay Buccaneers                  | 31                                    | 24 de enero – Arrowhead Stadium | 24 de enero – Arrowhead Stadium | 24 de enero – Arrowhead Stadium |                      |                             |                                      |                                      |                                      |  |               |               |               |
|  | 10 de enero – Heinz Field             | 10 de enero – Heinz Field      | 10 de enero – Heinz Field      | A1                                    | Kansas City Chiefs                    | 9                                     | 24 de enero – Arrowhead Stadium | 24 de enero – Arrowhead Stadium | 24 de enero – Arrowhead Stadium |                      |                             |                                      |                                      |                                      |  |               |               |               |
|  | 10 de enero – Heinz Field             | 10 de enero – Heinz Field      | 10 de enero – Heinz Field      | A1                                    | Kansas City Chiefs                    | 9                                     | 24 de enero – Arrowhead Stadium | 24 de enero – Arrowhead Stadium | 24 de enero – Arrowhead Stadium |                      |                             |                                      |                                      |                                      |  |               |               |               |
|  | 3                                     | Pittsburgh Steelers            | 37                             |                                       |                                       |                                       | 24 de enero – Arrowhead Stadium | 24 de enero – Arrowhead Stadium | 24 de enero – Arrowhead Stadium |                      |                             |                                      |                                      |                                      |  |               |               |               |
|  | 3                                     | Pittsburgh Steelers            | 37                             |                                       |                                       |                                       | 24 de enero – Arrowhead Stadium | 24 de enero – Arrowhead Stadium | 24 de enero – Arrowhead Stadium |                      |                             |                                      |                                      |                                      |  |               |               |               |
|  | 6                                     | Cleveland Browns               | 48                             |                                       |                                       |                                       | 24 de enero – Arrowhead Stadium | 24 de enero – Arrowhead Stadium | 24 de enero – Arrowhead Stadium |                      |                             |                                      |                                      |                                      |  |               |               |               |
|  | 6                                     | Cleveland Browns               | 48                             | 1                                     | Kansas City Chiefs                    | 22                                    | 24 de enero – Arrowhead Stadium | 24 de enero – Arrowhead Stadium | 24 de enero – Arrowhead Stadium |                      |                             |                                      |                                      |                                      |  |               |               |               |
|  | 9 de enero – Bills Stadium            |                                |                                | 1                                     | Kansas City Chiefs                    | 22                                    | 24 de enero – Arrowhead Stadium | 24 de enero – Arrowhead Stadium | 24 de enero – Arrowhead Stadium |                      |                             |                                      |                                      |                                      |  |               |               |               |
|  | 6                                     | Cleveland Browns               | 17                             |                                       |                                       |                                       | 24 de enero – Arrowhead Stadium | 24 de enero – Arrowhead Stadium | 24 de enero – Arrowhead Stadium |                      |                             |                                      |                                      |                                      |  |               |               |               |
|  | 6                                     | Cleveland Browns               | 17                             |                                       |                                       |                                       | 24 de enero – Arrowhead Stadium | 24 de enero – Arrowhead Stadium | 24 de enero – Arrowhead Stadium |                      |                             |                                      |                                      |                                      |  |               |               |               |
|  | 2                                     | Buffalo Bills                  | 27                             | 16 de enero – Bills Stadium           | 16 de enero – Bills Stadium           | 16 de enero – Bills Stadium           | 1                               | Kansas City Chiefs              | 38                              |                      |                             |                                      |                                      |                                      |  |               |               |               |
|  | 2                                     | Buffalo Bills                  | 27                             | 16 de enero – Bills Stadium           | 16 de enero – Bills Stadium           | 16 de enero – Bills Stadium           | 1                               | Kansas City Chiefs              | 38                              |                      |                             |                                      |                                      |                                      |  |               |               |               |
|  | 7                                     | Indianapolis Colts             | 24                             | 16 de enero – Bills Stadium           | 16 de enero – Bills Stadium           | 16 de enero – Bills Stadium           |                                 |                                 | 2                               | Buffalo Bills        | 24                          |                                      |                                      |                                      |  |               |               |               |
|  | 7                                     | Indianapolis Colts             | 24                             | 16 de enero – Bills Stadium           | 16 de enero – Bills Stadium           | 16 de enero – Bills Stadium           |                                 |                                 | 2                               | Buffalo Bills        | 24                          |                                      |                                      |                                      |  |               |               |               |
|  | 10 de enero – Nissan Stadium          | 10 de enero – Nissan Stadium   | 10 de enero – Nissan Stadium   | 2                                     | Buffalo Bills                         | 17                                    |                                 |                                 |                                 |                      |                             |                                      |                                      |                                      |  |               |               |               |
|  | 10 de enero – Nissan Stadium          | 10 de enero – Nissan Stadium   | 10 de enero – Nissan Stadium   | 2                                     | Buffalo Bills                         | 17                                    |                                 |                                 |                                 |                      |                             |                                      |                                      |                                      |  |               |               |               |
|  | 10 de enero – Nissan Stadium          | 10 de enero – Nissan Stadium   | 10 de enero – Nissan Stadium   | 5                                     | Baltimore Ravens                      | 3                                     |                                 |                                 |                                 |                      |                             |                                      |                                      |                                      |  |               |               |               |
|  | 4                                     | Tennessee Titans               | 13                             | 5                                     | Baltimore Ravens                      | 3                                     |                                 |                                 |                                 |                      |                             |                                      |                                      |                                      |  |               |               |               |
|  | 4                                     | Tennessee Titans               | 13                             |                                       |                                       |                                       |                                 |                                 |                                 |                      |                             |                                      |                                      |                                      |  |               |               |               |
|  | 5                                     | Baltimore Ravens               | 20                             |                                       |                                       |                                       |                                 |                                 |                                 |                      |                             |                                      |                                      |                                      |  |               |               |               |
|  | 5                                     | Baltimore Ravens               | 20                             |                                       |                                       |                                       |                                 |                                 |                                 |                      |                             |                                      |                                      |                                      |  |               |               |               |

### Partidos
| Fecha                  | Inicio          | Visitante            | Resultado       | Local                    | Estadio                                          |
| Ronda Wild Card        | Ronda Wild Card | Ronda Wild Card      | Ronda Wild Card | Ronda Wild Card          | Ronda Wild Card                                  |
| ---------------------- | --------------- | -------------------- | --------------- | ------------------------ | ------------------------------------------------ |
| 9 de enero de 2021     | 13:05           | Indianapolis Colts   | 24 - 27         | Buffalo Bills            | Bills Stadium, Orchard Park, Nueva York          |
| 9 de enero de 2021     | 16:40           | Los Angeles Rams     | 30 - 20         | Seattle Seahawks         | Lumen Field, Seattle, Washington                 |
| 9 de enero de 2021     | 20:15           | Tampa Bay Buccaneers | 31 - 23         | Washington Football Team | FedEx Field, Landover, Maryland                  |
| 10 de enero de 2021    | 13:05           | Baltimore Ravens     | 20 - 13         | Tennessee Titans         | Nissan Stadium, Nashville, Tennessee             |
| 10 de enero de 2021    | 16:40           | Chicago Bears        | 9 - 21          | New Orleans Saints       | Mercedes-Benz Superdome, Nueva Orleans, Luisiana |
| 10 de enero de 2021    | 20:15           | Cleveland Browns     | 48 - 37         | Pittsburgh Steelers      | Heinz Field, Pittsburgh, Pensilvania             |
| Ronda divisional       |                 |                      |                 |                          |                                                  |
| 16 de enero de 2021    | 16:35           | Los Angeles Rams     | 18 - 32         | Green Bay Packers        | Lambeau Field, Green Bay, Wisconsin              |
| 16 de enero de 2021    | 20:15           | Baltimore Ravens     | 3 - 17          | Buffalo Bills            | Bills Stadium, Orchard Park, Nueva York          |
| 17 de enero de 2021    | 15:05           | Cleveland Browns     | 17 - 22         | Kansas City Chiefs       | Arrowhead Stadium, Kansas City, Misuri           |
| 17 de enero de 2021    | 18:40           | Tampa Bay Buccaneers | 30 - 20         | New Orleans Saints       | Mercedes-Benz Superdome, Nueva Orleans, Luisiana |
| Finales de conferencia |                 |                      |                 |                          |                                                  |
| 24 de enero de 2021    | 15:05           | Tampa Bay Buccaneers | 31 - 26         | Green Bay Packers        | Lambeau Field, Green Bay, Wisconsin              |
| 24 de enero de 2021    | 18:40           | Buffalo Bills        | 24 - 38         | Kansas City Chiefs       | Arrowhead Stadium, Kansas City, Misuri           |
| Super Bowl LV          |                 |                      |                 |                          |                                                  |
| 7 de febrero de 2021   | 18:30           | Kansas City Chiefs   | 9 - 31          | Tampa Bay Buccaneers     | Raymond James Stadium, Tampa, Florida            |

CAMPEÓN

Tampa Bay Buccaneers

2ª Super Bowl

## Premios

### Individuales
| Premio                       | Ganador         | Posición             | Equipo                   |
| ---------------------------- | --------------- | -------------------- | ------------------------ |
| Jugador Más Valioso          | Aaron Rodgers   | Quarterback          | Green Bay Packers        |
| Jugador Ofensivo del Año     | Derrick Henry   | Running back         | Tennessee Titans         |
| Jugador Defensivo del Año    | Aaron Donald    | Defensive end        | Los Angeles Rams         |
| Entrenador del Año           | Kevin Stefanski | Entrenador           | Cleveland Browns         |
| Entrenador Asistente del Año | Brian Daboll    | Coordinador ofensivo | Buffalo Bills            |
| Rookie del Año               | Justin Herbert  | Quarterback          | Los Angeles Chargers     |
| Rookie Ofensivo del Año      | Justin Herbert  | Quarterback          | Los Angeles Chargers     |
| Rookie Defensivo del Año     | Chase Young     | Defensive end        | Washington Football Team |
| Jugador Regreso del Año      | Alex Smith      | Quarterback          | Washington Football Team |
| Hombre del Año               | Russell Wilson  | Quarterback          | Seattle Seahawks         |
| Ejecutivo del Año            | Brandon Beane   | Gerente general      | Buffalo Bills            |

### Equipo All-Pro
| Ofensivo         | Ofensivo                                                                |
| ---------------- | ----------------------------------------------------------------------- |
| Quarterback      | Aaron Rodgers, Green Bay                                                |
| Running back     | Derrick Henry, Tennessee                                                |
| Wide receiver    | Davante Adams, Green Bay Stefon Diggs, Buffalo Tyreek Hill, Kansas City |
| Tight end        | Travis Kelce, Kansas City                                               |
| Tackle izquierdo | David Bakhtiari, Green Bay                                              |
| Guard izquierdo  | Quenton Nelson, Indianapolis                                            |
| Center           | Corey Linsley, Green Bay                                                |
| Guard derecho    | Brandon Scherff, Washington                                             |
| Tackle derecho   | Jack Conklin, Cleveland                                                 |

| Defensivo        | Defensivo                                                                       |
| ---------------- | ------------------------------------------------------------------------------- |
| Edge rusher      | T. J. Watt, Pittsburgh Myles Garrett, Cleveland                                 |
| Interior lineman | Aaron Donald, L. A. Rams DeForest Buckner, Indianapolis                         |
| Linebacker       | Fred Warner, San Francisco Bobby Wagner, Seattle Darius Leonard, Indianapolis   |
| Cornerback       | Xavien Howard; Miami Jalen Ramsey, L. A. Rams                                   |
| Safety           | Tyrann Mathieu, Kansas City Minkah Fitzpatrick, Pittsburgh Budda Baker, Arizona |

| Equipos especiales | Equipos especiales             |
| ------------------ | ------------------------------ |
| Kicker             | Jason Sanders, Miami           |
| Punter             | Jake Bailey, New England       |
| Kick returner      | Cordarrelle Patterson, Chicago |
| Punt returner      | Gunner Olszewski, New England  |
| Equipo especial    | George Odum, Indianapolis      |
| Long snapper       | Morgan Cox, Baltimore          |

### Jugador de la Semana/Mes
Los siguientes fueron elegidos jugadores de la semana y del mes durante la temporada 2020:
| Semana/Mes | Jugador ofensivo                 | Jugador ofensivo               | Jugador defensivo           | Jugador defensivo                 | Equipo especial                | Equipo especial               |
| Semana/Mes | AFC                              | NFC                            | AFC                         | NFC                               | AFC                            | NFC                           |
| ---------- | -------------------------------- | ------------------------------ | --------------------------- | --------------------------------- | ------------------------------ | ----------------------------- |
| 1          | Lamar Jackson QB (Ravens)        | Russell Wilson QB (Seahawks)   | Casey Hayward CB (Chargers) | Ryan Kerrigan DE (Washington)     | Daniel Carlson K (Raiders)     | Thomas Morstead P (Saints)    |
| 2          | Josh Allen QB (Bills)            | Dak Prescott QB (Cowboys)      | T. J. Watt LB (Steelers)    | Micah Kiser LB (Rams)             | Harrison Butker K (Chiefs)     | Michael Dickson P (Seahawks)  |
| 3          | Patrick Mahomes QB (Chiefs)      | Russell Wilson QB (Seahawks)   | Xavier Rhodes CB (Colts)    | Shaquil Barrett OLB (Buccaneers)  | Stephen Gostkowski K (Titans)  | Matt Prater K (Lions)         |
| Sept.      | Josh Allen QB (Bills)            | Russell Wilson QB (Seahawks)   | T. J. Watt LB (Steelers)    | Lavonte David LB (Buccaneers)     | Stephen Gostkowski K (Titans)  | Jack Fox P (Lions)            |
| 4          | Joe Mixon RB (Bengals)           | Tom Brady QB (Buccaneers)      | Myles Garrett DE (Browns)   | Za'Darius Smith OLB (Packers)     | Brandon McManus K (Broncos)    | Mike Boone RB (Vikings)       |
| 5          | Chase Claypool WR (Steelers)     | Kyler Murray QB (Cardinals)    | Patrick Queen LB (Ravens)   | Aaron Donald DE (Rams)            | Jason Sanders K (Dolphins)     | Wil Lutz K (Saints)           |
| 6          | Derrick Henry RB (Titans)        | Matt Ryan QB (Falcons)         | Calais Campbell DE (Ravens) | Budda Baker S (Cardinals)         | Brandon McManus K (Broncos)    | Cairo Santos K (Bears)        |
| 7          | Baker Mayfield QB (Browns)       | Kyler Murray QB (Cardinals)    | Jerry Hughes DE (Bills)     | Devin White LB (Buccaneers)       | Byron Pringle KR (Chiefs)      | Johnny Hekker P (Rams)        |
| Oct.       | Derrick Henry RB (Titans)        | Tom Brady QB (Buccaneers)      | Myles Garrett DE (Browns)   | Budda Baker S (Cardinals)         | Jason Sanders K (Dolphins)     | Johnny Hekker P (Rams)        |
| 8          | Patrick Mahomes QB (Chiefs)      | Dalvin Cook RB (Vikings)       | Stephon Tuitt DE (Steelers) | Bobby Wagner LB (Seahawks)        | Jakeem Grant KR (Dolphins)     | Ryan Succop K (Buccaneers)    |
| 9          | Josh Allen QB (Bills)            | Dalvin Cook RB (Vikings)       | Jeffery Simmons DE (Titans) | Foye Oluokun LB (Falcons)         | Nick Folk K (Patriots)         | Graham Gano K (Giants)        |
| 10         | Ben Roethlisberger QB (Steelers) | DeAndre Hopkins WR (Cardinals) | Jeff Heath S (Raiders)      | Leonard Floyd LB (Rams)           | E. J. Speed LB (Colts)         | Matt Prater K (Lions)         |
| 11         | Deshaun Watson QB (Texans)       | Robert Woods WR (Rams)         | Olivier Vernon DE (Browns)  | Brian Burns DE (Panthers)         | Rodrigo Blankenship K (Colts)  | Tress Way P (Washington)      |
| 12         | Tyreek Hill WR (Chiefs)          | Kirk Cousins QB (Vikings)      | A. J. Klein LB (Bills)      | Jacob Tuioti-Mariner DE (Falcons) | Nick Folk K (Patriots)         | Robbie Gould K (49ers)        |
| Nov.       | Patrick Mahomes QB (Chiefs)      | Dalvin Cook RB (Vikings)       | T. J. Watt LB (Steelers)    | Cameron Jordan DE (Saints)        | Jason Sanders K (Dolphins)     | Younghoe Koo K (Falcons)      |
| 13         | Josh Allen QB (Bills)            | Aaron Rodgers QB (Packers)     | Kyle Van Noy LB (Dolphins)  | Leonard Williams DE (Giants)      | Gunner Olszewski KR (Patriots) | Dustin Hopkins K (Washington) |
| 14         | Lamar Jackson QB (Ravens)        | Cam Akers RB (Rams)            | Kenny Moore CB (Colts)      | Haason Reddick LB (Cardinals)     | Diontae Spencer KR (Broncos)   | Tress Way P (Washington)      |
| 15         | Josh Allen QB (Bills)            | Kyler Murray QB (Cardinals)    | DeForest Buckner DE (Colts) | Devin White LB (Buccaneers)       | Tommy Townsend P (Chiefs)      | Michael Dickson P (Seahawks)  |
| 16         | Stefon Diggs WR (Bills)          | Alvin Kamara RB (Saints)       | Mike Hilton CB (Steelers)   | Fred Warner LB (49ers)            | Jason Sanders K (Dolphins)     | Joseph Charlton P (Panthers)  |
| Dic.       | Josh Allen QB (Bills)            | Aaron Rodgers QB (Packers)     | DeForest Buckner DE (Colts) | Chase Young DE (Washington)       | Daniel Carlson K (Raiders)     | Cairo Santos K (Bears)        |
| 17         | Derrick Henry RB (Titans)        | Kirk Cousins QB (Vikings)      | Darius Leonard LB (Colts)   | Leonard Williams DE (Giants)      | Maxx Crosby DE (Raiders)       | Ryan Succop K (Buccaneers)    |

### Rookie del Mes
| Mes   | Rookie                       | Rookie                              |
| Mes   | Ofensivo                     | Defensivo                           |
| ----- | ---------------------------- | ----------------------------------- |
| Sept. | James Robinson RB (Jaguars)  | Antoine Winfield Jr. S (Buccaneers) |
| Oct.  | Justin Herbert QB (Chargers) | Jeremy Chinn S (Panthers)           |
| Nov.  | Justin Herbert QB (Chargers) | Jeremy Chinn S (Panthers)           |
| Dic.  | Jonathan Taylor RB (Colts)   | Chase Young DE (Washington)         |